# Ctenanthe glabra
Ctenanthe glabra là một loài thực vật có hoa trong họ Marantaceae. Loài này được (Körn.) Eichler mô tả khoa học đầu tiên năm 1884.